# زهرا (غرمي)
زهرا (بالإنجليزية: Zahra, Ardabil)‏ هي منطقة سكنية تقع في قسم اجارود الشرقي الريفي في إيران. يقدر عدد سكانها بـ 161 نسمة .